# Wannegem-Lede
Wannegem-Lede est une section de la commune belge de Kruisem située en Région flamande dans la province de Flandre-Orientale. C'était une commune à part entière avant la fusion des communes de 1977 quand elle devient une section de Kruishoutem puis de Kruisem à partir de 2019. 

## Démographie

### Évolution démographique
- Sources : INS, Rem. : 1831 jusqu'en 1970 = recensements, 1976 = nombre d'habitants au 31 décembre[2].

## Patrimoine
-  Le château de Wannegem-Lede (1785-1786) : architecte Barnabé Guimard, connu pour le vaste ensemble d'architecture néo-classique du palais de la Nation (Parlement belge), des maisons de la place Royale et des entrées monumentales du parc Royal .

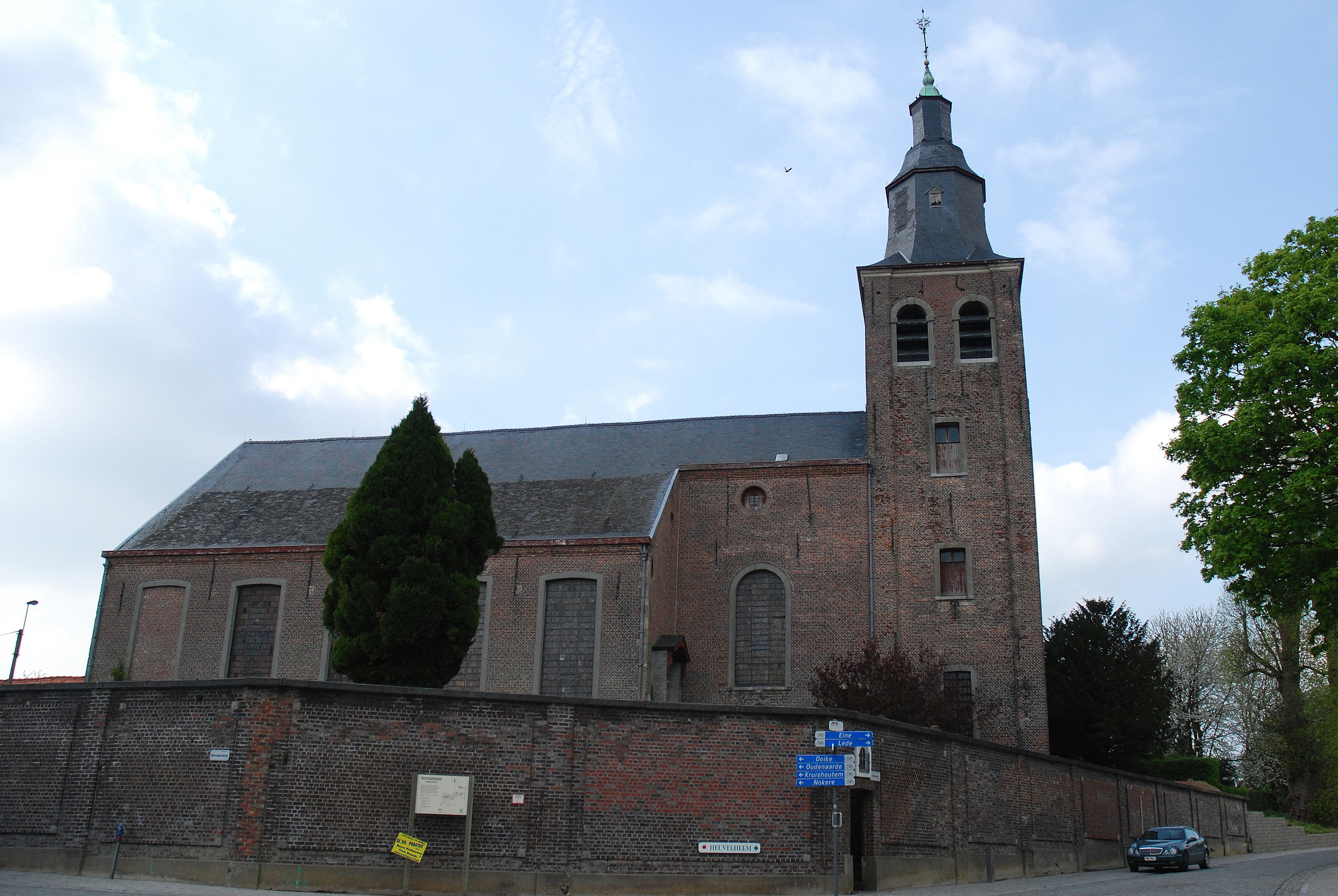
L'église Saint-Machutus, de Wannegem : saint Maclou ou saint Malo encore appelé en latin Maclovius ou Machutus, est l'un des sept saints fondateurs légendaires de Bretagne continentale. Il serait né au VIe siècle dans l'actuel comté de Glamorgan, au pays de Galles, et serait mort à Archingeay (Saintonge). Église déjà connue avant 1200, reconstruite en 1784-1789.
-  Le presbytère de la paroisse Saint-Machutus et le jardin (1774) typiques du XVIIIe siècle.
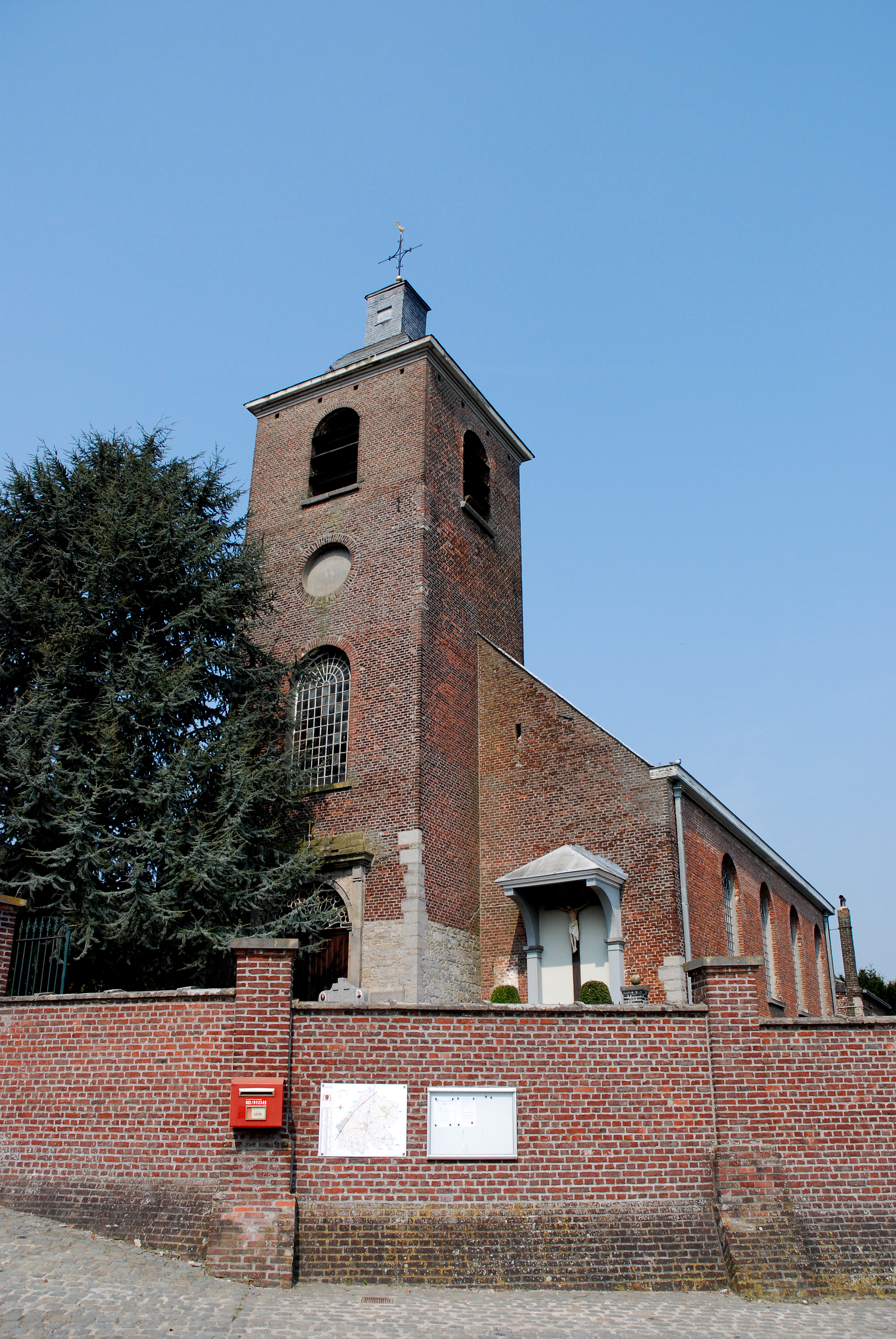
L'église Saint Denis ou Saint-Dionysius, de Lede. Des pierres de Tournai à la base de la tour ouest indiquent une origine très ancienne, du haut Moyen Âge. Patrimoine classé depuis le 29 juin 1981 .
-  L'orgue de l'église Saint-Denis, du XIXe siècle, des facteurs d'orgue Joseph Deprez et Louis-Benoît Hooghuys .  
- L'église Saint-Machutus de Wannegem (Saint-Maclou ou Saint-Malo)
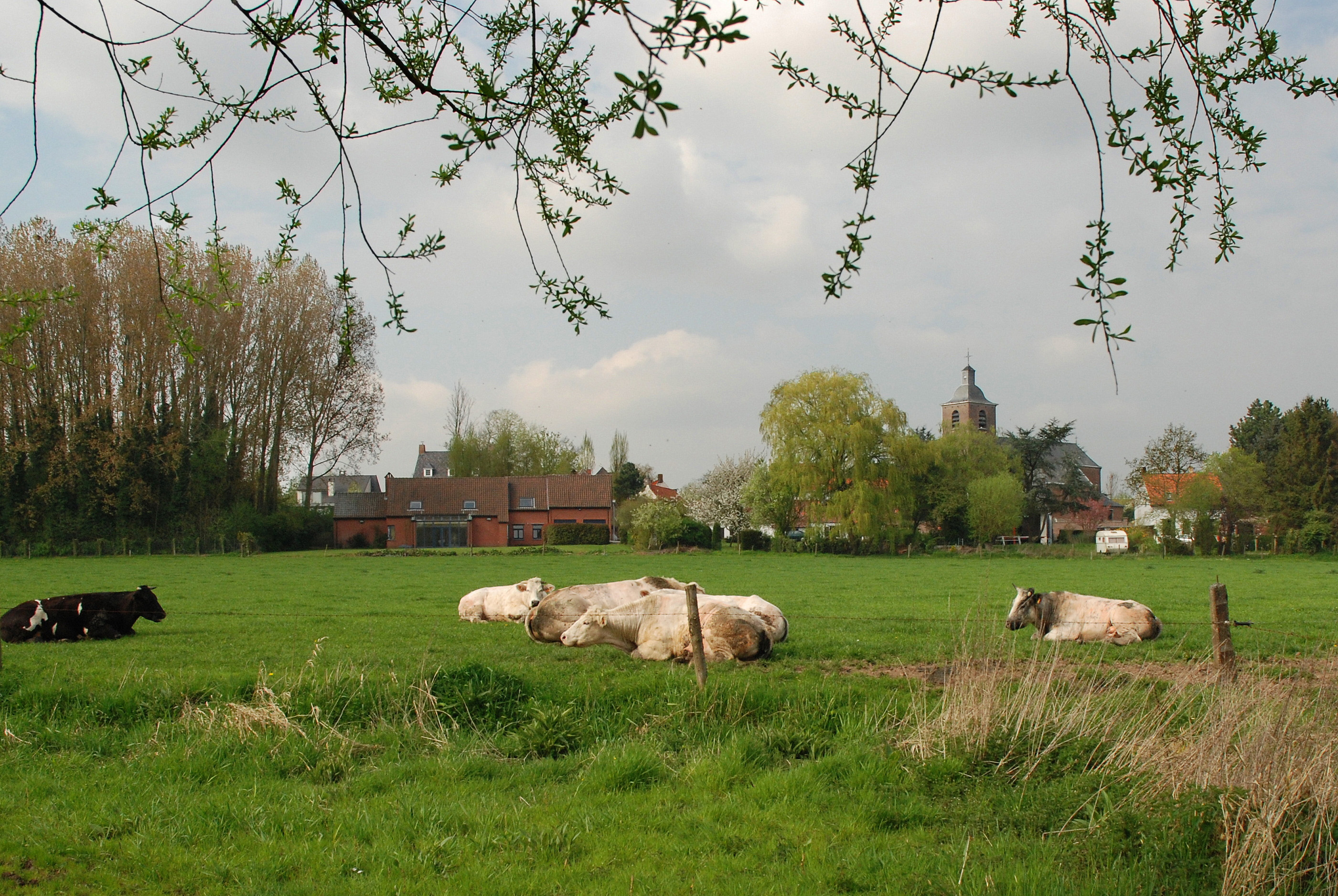
L'église Saint-Denis ou Saint-Dionysius, de Lede
- Le village de Lede

## Hommes célèbres nés à Wannegem-Lede
- Mgr Henry Gabriels, né à Wannegem-Lede le 6 octobre 1838, professeur et recteur du Séminaire Saint-Joseph à Troy, New York[8] ; puis évêque d'Ogdensburg, New York ; il y meurt le 23 avril 1921[9].  Fondateur du sanatorium et du hameau de la ville de Brighton (dans le Comté de Franklin, État de New York) qui porte son nom : Gabriels[10]. Après la Première Guerre mondiale, il offre à l'église Saint-Machutus, de Wannegem, fort endommagée, deux nouveaux vitraux.